# ویلفرد جکسون
ویلفرد جکسون (انگلیسی: Wilfred Jackson؛ ۲۴ ژانویهٔ ۱۹۰۶ – ۷ اوت ۱۹۸۸) کارگردان و انیماتور اهل ایالات متحده آمریکا بود.

## بخشی از فیلمشناسی
- سرزمین موسیقی
- پینوکیو (فیلم ۱۹۴۰)
- سفیدبرفی و هفت کوتوله (فیلم ۱۹۳۷)
- فانتازیا (فیلم)
- سیندرلا (فیلم ۱۹۵۰)
- بانو و ولگرد
- آلیس در سرزمین عجایب (فیلم ۱۹۵۱)
- پیتر پن (فیلم ۱۹۵۳)
- جوجه اردک زشت (فیلم ۱۹۳۱)
- ملاقات با سنت نیکلاس (فیلم ۱۹۳۳)
- نی‌نواز هاملین (فیلم ۱۹۳۳)
- کشتی بخار ویلی
- گوفی
- نمایشنامه میکی
- ترانه جنوب
- سلام برادران

## جوایز و افتخارات
- اولین جشنواره بین‌المللی فیلم برلین